# Ruth Neudeck
Ruth Neudeck ou Ruth Closius-Neudeck (5 juillet 1920 Breslau – 29 juillet 1948 Hamelin) est une Aufseherin nazie de camp d'extermination à Ravensbrück.

## Biographie
Ruth Closius naît à Breslau, Allemagne. Elle se marie et est connue comme Ruth Neudeck ou Ruth Closius-Neudeck.
Neudeck impressionne ses supérieurs par sa brutalité envers les prisonnières et est promue Blockführerin (chef de block). Elle est formée par Dorothea Binz. La déportée résistante Geneviève de Gaulle-Anthonioz laisse un témoignage de sa férocité. Après la guerre, elle témoigne qu'elle l'a vue égorger une codétenue avec le côté tranchant d'une pelle.
En décembre 1944, elle est promue Aufseherin et mutée au camp de concentration d'Uckermark.
Fin avril 1945, elle déserte et s'enfuit.
Elle est capturée par l'armée britannique et emprisonnée. Les enquêteurs vont reconstituer son parcours criminel. En avril 1948, elle est mise en accusation et traduite au 3e procès de Ravensbrück avec les autres gardiennes SS. Elle admet les accusations de meurtres et maltraitances portées contre elle.
La Cour britannique la déclare coupable de crimes de guerre et la condamne à mort par pendaison.
Elle est exécutée le  à la prison de Hamelin par le bourreau britannique Albert Pierrepoint.

## Sources
- (en) Cet article est partiellement ou en totalité issu de l’article de Wikipédia en anglais intitulé « Ruth Neudeck » (voir la liste des auteurs).